# اولکساندر پیلیشنکو
اولکساندر پیلیشنکو (اوکراینی: Oleksandr Pielieshenko؛ ۷ ژانویهٔ ۱۹۹۴ – ۵ مهٔ ۲۰۲۴) وزنه‌بردار اهل اوکراین بود.
از افتخارات وی میتوان به کسب مدال طلا وزن ۸۵ کیلوگرم در مسابقات قهرمانی وزنه‌برداری اروپا ۲۰۱۶ اشاره کرد.